# لوح ليبمان

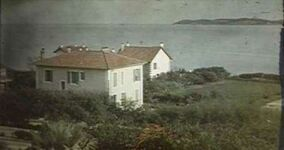
صورة من أوائل الصور بطريقة ليبمان

لوح ليبمان (بالإنجليزية:Lippmann plate ) هو لوح فوتوغرافي من ابتكره العالم الفيزيائي جبريال ليبمان عام 1891 للتصوير الملون . وقد حصل ليبمان على جائزة نوبل للفيزياء عام 1908 عن هذا الاختراع .
واللوح هو عبارة عن لوح زجاجي يطلى بطلاء علامي شفاف يحتوي على الفضة . ويعرض سطح اللوح الغير مطلي إلى الضوء في الوقت الذي يوضع فيه عاكس للضوء (مثل الزئبق) على السطح ذو الطبقة الهلامية قيحدث تداخل للضوء . يؤدي ذلك التداخل إلى نشأة موجة ثابتة في الطبقة الشفافة عند نصف طول موجة الضوء الساقط وهي التي تتفاعل مع المادة الحساسة الموجودة في الطلاء . ثم يحمض اللوح بمعاملتة كيميائيا فتصبح الصورة عبارة عن تغيرات في معامل انكسار الطبقة الهلامية .تعمل تلك التغيرات في معامل الانكسار على عكس الضوء طبقا لظاهرة تسمي حيود براج وهو نوع من حيود الضوء.